# Fabrice Ribeyrolles
```
 Stade des Pérouses Romagnat 01/10/2023
```

Pas d'image ? Cliquez ici

a Compétitions nationales et continentales officielles uniquement.

Fabrice Ribeyrolles, né le 7 novembre 1972 à Riom, est un entraîneur et ancien joueur de rugby à XV, qui a joué avec l'AS Montferrand et au Stade aurillacois au poste de trois-quart centre.

## Biographie

### Carrière de joueur
- 1978-1989 : Riom
- 1989-2001 : AS Montferrand
- 2001-2005 : Stade aurillacois
- Plusieurs sélections en équipe de France junior, universitaire et France A.
- Capitanat de l'ASM de 1998 à 2000
- Capitanat du Stade aurillacois de 2002 à 2005

### Carrière d’entraîneur
- 2005-2011 : équipe espoir de l'ASM Clermont Auvergne
- 2011-22 septembre 2014 : Stade rochelais
- Depuis 2015 : Ovalie romagnatoise Clermont Auvergne (qui devient ASM Romagnat rugby féminin en 2016)

| Saison      | Club                   | Division                | Poste      | Classement                                       | Coupe d'Europe | Challenge Européen |
| ----------- | ---------------------- | ----------------------- | ---------- | ------------------------------------------------ | -------------- | ------------------ |
| 2011 - 2012 | Stade rochelais        | Pro D2                  | Arrières   | 5e, éliminé en demi-finale                       | -              | -                  |
| 2012 - 2013 | Stade rochelais        | Pro D2                  | Arrières   | 4e, éliminé en demi-finale                       | -              | -                  |
| 2013 - 2014 | Stade rochelais        | Pro D2                  | Arrières   | 3e, Vainqueur de la finale d'accession au Top 14 | -              | -                  |
| 2015 - 2016 | Ovalie romagnatoise CA | Elite 2 Armelle Auclair | Entraîneur | Champion de France Élite 2                       | -              | -                  |
| 2016 - 2017 | ASM Romagnat           | Top 8                   | Entraîneur | 7e                                               | -              | -                  |
| 2017 - 2018 | ASM Romagnat           | Top 8                   | Entraîneur | 8e                                               | -              | -                  |
| 2018 - 2019 | ASM Romagnat           | Élite 1                 | Entraîneur | 3e de la poule 1, éliminé en quart-de-finale     | -              | -                  |
| 2019 - 2020 | ASM Romagnat           | Élite 1                 | Entraîneur |                                                  | -              | -                  |
| 2020 - 2021 | ASM Romagnat           | Élite 1                 | Entraîneur | Champion de France Élite 1                       | -              | -                  |
| 2021 - 2022 | ASM Romagnat           | Élite 1                 | Entraîneur | éliminé en demi-finale                           | -              | -                  |
| 2022 - 2023 | ASM Romagnat           | Élite 1                 | Entraîneur | éliminé en demi-finale                           | -              | -                  |
| 2023 - 2024 | ASM Romagnat           | Élite 1                 | Entraîneur | -                                                | -              |                    |

## Palmarès

### En tant que joueur
- Vainqueur de la finale Pro D2 d'accession aux barrages top 14 contre Lyon en 2005
- Vainqueur de la coupe de la ligue en 2001 (Montferrand 34-24 Auch)
- Vainqueur du Challenge européen en 1999 (Montferrand 35-16 Bourgoin)
- Finaliste du championnat de France en 1994 (Toulouse 22-16 Montferrand)
- Finaliste du challenge Yves du Manoir en 1994 (Perpignan 18-3 Montferrand)
- Champion du monde avec l'équipe de France universitaire en 1996

### En tant qu'entraîneur
- Vainqueur du championnat de France Espoir en 2006, 2010 et 2011
- Finaliste championnat de France Espoir en 2009
- Vainqueur de la finale de Pro D2 d'accession en Top 14 en 2014
- Vainqueur du championnat de France Élite 2 féminin Armelle Auclair en 2016 (accession en Top 8)
- Vainqueur du Championnat de France Elite 1 féminin en 2021 (gagné contre Blagnac 13 à 8)
- Demi-finaliste du Championnat de France Elite 1 féminin en 2022